# Rettorragia
La  rettorragia  o proctorragia è un particolare tipo di emorragia che interessa l'ano, definita come perdita di sangue rosso vivo dall'ano. La rettorragia è uno dei sintomi più comuni nella malattia emorroidale, ma può essere indice di altre malattie più gravi come alcune forme di tumore.

## Eziologia
Le cause più frequenti possono essere:
- Emorroidi interne ingrossate e dilatate con presenza di dolore e turgore che tendono al sanguinamento
- Polipi rettali singoli o multipli, di natura benigna
- Ragadi anali
- Rettocolite ulcerosa
- Carcinoma del colon-retto
- Malattia diverticolare (nel 3-5% dei casi). Nel sanguinamento non riconoscibile per via endoscopica, l'arteriografia selettiva di entrambe le mesenteriche può fornire una diagnosi differenziale nei confronti delle altre possibili cause di sanguinamento del colon.

## Elementi diagnostici
Per comprendere con esattezza a quale patologia l'emorragia viene associata bisogna osservare sia il colore sia il suo rapporto con la defecazione.

## Colore
Se vi sono presenti affezioni del canale anale il sangue apparirà rosso vivo.

## Rapporto con defecazione
Se l'emorragia è presente a gocce rilevate dopo la defecazione, il problema è da imputarsi alle emorroidi prolassate, se invece è presente sulla carta igienica o vi sono delle piccole strisce sulle feci si osserva una ragade anale, se si hanno episodi di diarrea con manifestazioni emorragiche la malattia è un'infiammazione, come nel caso della colite ulcerosa. A volte l'espulsione di sangue non è correlata al defecamento; in questo caso si potrebbe trovare di fronte a un'angiodisplasia, mentre nel caso della presenza di una massa tumorale il sangue e le feci saranno miste.